# 이스타디우 시다드 드 코임브라
이스타디우 시다드 드 코임브라(포르투갈어: Estádio Cidade de Coimbra)는 포르투갈 코임브라에 위치한 축구 경기장으로, 아카데미카 드 코임브라의 홈구장으로 사용되고 있으며 30,210명을 수용할 수 있다. 2003년 9월 27일에 열린 롤링 스톤스 콘서트와 함께 개장했으며 UEFA 유로 2004 경기장으로 선정되었다.